# Tomasz Zimoch
Tomasz Franciszek Zimoch (ur. 30 października 1957 w Łodzi) – polski dziennikarz, komentator sportowy, prawnik i polityk, poseł na Sejm IX i X kadencji.

## Życiorys

### Młodość i wykształcenie
Jego ojcem był Stanisław Zimoch, sędzia i pierwszy przewodniczący Krajowej Rady Sądownictwa. Jego matka Irena pracowała jako farmaceutka.
Mieszkał na łódzkich Stokach, gdzie uczęszczał do Szkoły Podstawowej nr 139. W 1976 zdał maturę w VIII Liceum Ogólnokształcącym im. Adama Asnyka w Łodzi. Ukończył studia prawnicze na Uniwersytecie Łódzkim, odbył także aplikację sędziowską.

### Działalność zawodowa i publiczna
W 1980 rozpoczął pracę w Polskim Radiu, odszedł z niego w 2016. Na jego antenie m.in. relacjonował mecze reprezentacji Polski w piłce nożnej oraz piłkarskiej ekstraklasy w ramach Studio S-13. Był pomysłodawcą nagrody Skok Roku. W 2009 otrzymał Złoty Mikrofon (za wiedzę i emocje, które pozwalają zobaczyć w radiu świat sportu).
W maju 2016 udzielił wywiadu w „Dzienniku Gazecie Prawnej”, krytykując w nim m.in. sytuację kadrową w Polskim Radiu pod nowym kierownictwem oraz zarzucając politykom niszczenie autorytetu Sądu Najwyższego i Trybunału Konstytucyjnego. Kilka dni później został zawieszony przez zarząd PR, a w czerwcu 2016 rozwiązał umowę o pracę z winy pracodawcy. Współpracował następnie z TVN24 (współprowadził program Strefa Kibica podczas Euro 2016). Od czerwca 2016 związany z Radiem Zet. Prowadził programy Euro ZET jeszcze inaczej, ZETknięcia z Rio i Zimoch na gorąco.
Znany z żywiołowych relacji z imprez sportowych i bardzo emocjonalnego komentarza, szczególnie podczas sukcesów polskich sportowców. Zapamiętany szczególnie z komentarza w meczu pomiędzy Widzewem Łódź a Brøndby IF z 1996. W końcówce spotkania, po strzeleniu gola dającego polskiej drużynie awans do Ligi Mistrzów sezonu 1996/1997, Tomasz Zimoch „zachęcał” tureckiego sędziego Ahmeta Çakara do jak najszybszego zakończenia pojedynku (m.in. zdaniem Panie Turek, niech pan tu kończy to spotkanie!).
Wiosną 2017 uczestniczył w siódmej polsatowskiej edycji programu Dancing with the Stars. Taniec z gwiazdami. Jego partnerką taneczną była Paulina Biernat, z którą odpadł w 3. odcinku, zajmując 9. miejsce.
W latach 2017–2020 był lektorem w pojazdach należących do MPK-Łódź.

### Działalność polityczna

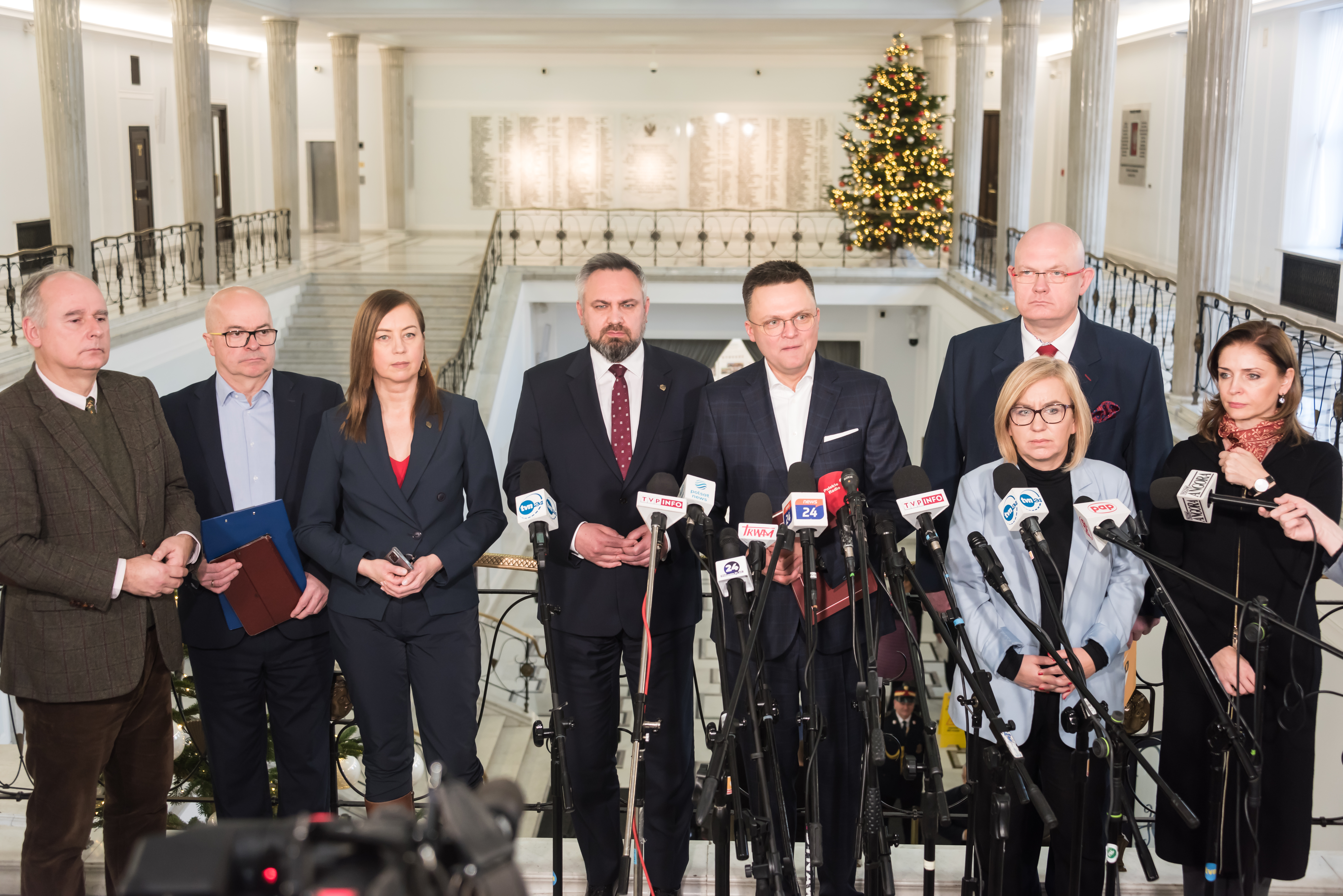
Tomasz Zimoch (drugi z lewej) podczas konferencji prasowej polityków Polski 2050 w Sejmie (2022)

W lipcu 2019 został ogłoszony liderem listy kandydatów Koalicji Obywatelskiej do Sejmu w okręgu łódzkim w wyborów parlamentarnych w tym samym roku. Uzyskał w nich mandat posła IX kadencji, otrzymując 47 648 głosów. Był m.in. członkiem Komisji Kultury i Środków Przekazu, Komisji Sprawiedliwości i Praw Człowieka, Komisji Kultury Fizycznej, Sportu i Turystyki oraz Komisji Administracji i Spraw Wewnętrznych. Pełnił także funkcję wiceprzewodniczącego Parlamentarnego Zespołu ds. Kardiologii. W marcu 2021 opuścił klub KO, a następnie dołączył do koła parlamentarnego ruchu Polska 2050. W wyborach parlamentarnych w 2023 wystartował do Sejmu jako lider listy Trzeciej Drogi w okręgu wrocławskim. W głosowaniu uzyskał poselską reelekcję, otrzymując 34 187 głosów. W Sejmie X kadencji zasiadł w klubie Polska 2050-TD. 14 listopada 2023 został wybrany w skład Krajowej Rady Sądownictwa. Zasiadł ponownie w Komisji Administracji i Spraw Wewnętrznych oraz Komisji Sprawiedliwości i Praw Człowieka.
W lipcu 2025 prezydium klubu parlamentarnego Polska 2050-Trzecia Droga zawiesiło go w prawach członka na okres miesiąca. Decyzja ta została podjęta wkrótce po wpisach polityka w mediach społecznościowych, w których krytykował nocną wizytę Szymona Hołowni w mieszkaniu Adama Bielana. W sierpniu tego samego roku Tomasz Zimoch zrezygnował z członkostwa w KP Polska 2050-TD, zostając posłem niezrzeszonym.

## Wyniki w wyborach ogólnopolskich
| Wybory | Komitet wyborczy | Komitet wyborczy     | Organ            | Okręg | Wynik           |
| ------ | ---------------- | -------------------- | ---------------- | ----- | --------------- |
| 2019   |                  | Koalicja Obywatelska | Sejm IX kadencji | nr 9  | 47 648 (11,47%) |
| 2023   |                  | Trzecia Droga        | Sejm X kadencji  | nr 3  | 34 187 (4,41%)  |

## Życie prywatne
Żonaty z Agnieszką; ma córkę Zuzannę.

## Odznaczenia
- Krzyż Kawalerski Orderu Odrodzenia Polski – 2015[35]
- Złoty Krzyż Zasługi – 2010[36]
- Srebrny Krzyż Zasługi – 2002[37]
- Srebrny Medal „Za zasługi dla obronności kraju” – 2012[38]